# 화순제일중학교
화순제일중학교(和順第一中學校)는 대한민국 전라남도 화순군 화순읍 대리에 있는 공립 중학교이다.

## 학교 연혁
- 1970년 3월 1일 : 초대 류성룡 교장 부임
- 1970년 3월 16일 : 개교(화순여자중학교)
- 2000년 3월 1일 : 화순제일중학교로 교명 변경
- 2020년 2월 6일 : 제50회 188명 졸업(총 11,638명)
- 2024년 3월 1일 : 제20대 정미경 교장 부임

## 참고 자료
- 화순제일중학교 - 한국교육학술정보원 학교알리미